# اینکوار اکرت سیگورثسون
اینکوار اِکِرت سیگورثسون (ایسلندی: Ingvar Eggert Sigurðsson؛ ‏ تلفظ ایسلندی: [ˈiŋkvar ˈɛc:ɛr̥t ˈsɪ:ɣʏr̥θsɔn]‏؛ زادهٔ ۲۲ نوامبر ۱۹۶۳) بازیگر اهل ایسلند است.
از فیلم‌ها یا مجموعه‌های تلویزیونی که وی در آن‌ها نقش داشته است، می‌توان به شهر شیشه‌ای، به‌دام‌افتاده، چنین چیزی نیست، کی-۱۹: ویدومیکر، والدین، کودکان، اسب‌ها و آدم‌ها، اورست، کاتلا، گنجشک، بیوولف و گرندل و شاهین اشاره نمود.